# Besoldungsordnung C
In der Besoldungsordnung C war von 1975 bis 2002 die Bundesbesoldungsordnung für wissenschaftliche Beamte an deutschen Hochschulen (unter anderem Professoren). Sie wurde durch die Besoldungsordnung W abgelöst. Die Ämter gehörten zu den Laufbahnen des höheren Dienstes. Sie umfasste die Besoldungsgruppen C 1 bis C 4. Für den Bund galt die Bundesbesoldungsordnung C, für die Länder die jeweiligen Landesbesoldungsordnungen C.

## Geschichte
Die Bundesbesoldungsordnung C löste im Rahmen der Vereinheitlichung des Besoldungsrechtes die entsprechenden Landesbesoldungsordnungen (meist als H oder AH bezeichnet) ab. Sie wurde durch das „Zweite Gesetz zur Vereinheitlichung und Neuregelung des Besoldungsrechts in Bund und Ländern“ (2. BesVNG) vom 23. Mai 1975 (BGBl. I S. 1173) eingeführt. Professoren und wissenschaftliche Beamte des Bundes waren zuvor nach den Bundesbesoldungsordnungen A und B bezahlt worden. Die Überführung regelte Artikel X des Gesetzes.
Die Bundesbesoldungsordnung C wurde offiziell 2002 mit der Reform der Professorenbesoldung und der Neuregelung der Einstellungsvoraussetzungen für Professoren aufgehoben. Die Bundesländer stellten die Besoldung für neu berufene Professoren zwischen den Jahren 2002 und 2005 um. Nachdem die Länder zum 1. September 2006 die Gesetzgebungskompetenz für die Besoldung der Landesbeamten zurückerhielten, gab es auch Landesbesoldungsordnungen C für Altfälle, die nicht in die Besoldungsordnung W überführt wurden.
Die Bundesbesoldungsordnung C hatte aufsteigende Grundgehälter, ein älterer Beamter verdiente mehr als ein jüngerer. In den Besoldungsordnungen W dagegen sind die Grundgehaltssätze fest und auch wesentlich niedriger als in der Bundesbesoldungsordnung C. Jedoch können in der Besoldungsordnungen W mehr Zulagen gewährt werden. In der Bundesbesoldungsordnung C war dies nur in der Besoldungsgruppe C 4 und nur unter besonderen Umständen zulässig. Eine Beförderung eines Professors der Besoldungsgruppe C 2 zum Professor der Besoldungsgruppe C 3 war nach einer gewissen Zeit üblich, ist aber seit 2005 nicht mehr möglich.
Beamte, die in ein Amt der Bundesbesoldungsordnung C eingestuft sind, können auf eigenen Antrag in eine Besoldungsordnung W übergeleitet werden.

## Besoldungsgruppe C 1
- Künstlerischer Assistent
- Wissenschaftlicher Assistent

## Besoldungsgruppe C 2
- Hochschuldozent 1
- Oberassistent 1
- Oberingenieur
- Professor
  - an einer Fachhochschule
  - an einer wissenschaftlichen Hochschule mit Fachhochschulstudiengängen, soweit überwiegend in diesen tätig
- Professor an einer Kunsthochschule
- Professor an einer wissenschaftlichen Hochschule
  - an einer künstlerisch-wissenschaftlichen Hochschule
  - soweit überwiegend in Studiengängen tätig, in denen Aufgaben der wissenschaftlichen Hochschulen und Fachhochschulen miteinander verbunden werden 2
- Universitätsprofessor an einer künstlerisch-wissenschaftlichen Hochschule 3
- Universitätsprofessor

## Besoldungsgruppe C 3
- Professor
  - an einer Fachhochschule
  - an einer wissenschaftlichen Hochschule mit Fachhochschulstudiengängen, soweit überwiegend in diesen tätig
- Professor an einer Kunsthochschule
- Professor an einer wissenschaftlichen Hochschule 2
- Universitätsprofessor 4

## Besoldungsgruppe C 4
- Professor an einer Kunsthochschule
- Professor an einer wissenschaftlichen Hochschule 2
- Universitätsprofessor 4
- früher: Ordentlicher Professor (Ordinarius, also Inhaber eines Lehrstuhls)

Anmerkungen

## Besoldungstabelle (ausgewählte Dienstaltersstufen) / monatliches Grundgehalt
| Besoldungsgruppe | Stufe 1   | Stufe 7   | Endstufe C 1: –014 C 2–4: 15 |
| ---------------- | --------- | --------- | ---------------------------- |
| C 1              | 4427,31 € | 5299,38 € | 6316,78 €                    |
| C 2              | 4436,39 € | 5826,20 € | 7679,19 €                    |
| C 3              | 4856,11 € | 6429,72 € | 8527,92 €                    |
| C 4              | 6090,84 € | 7672,74 € | 9781,90 €                    |

Da die Besoldung der Landesbeamten seit der Föderalismusreform 2006 wieder zur Gesetzgebungskompetenz der Länder gehört, sind die oben genannten Werte nur Richtwerte. Für die wenigen Professoren im Bundesdienst, etwa an den beiden Universitäten der Bundeswehr oder an Forschungsinstituten, gelten sie jedoch unmittelbar. Neben den monatlichen Grundgehaltssätzen treten bundes- und landesrechtlich geregelte Familienzuschläge, ggf. Weihnachts- und Urlaubsgeld, Funktionszulagen sowie dauerhaft gewährte Zulagen aufgrund von Berufungs- und Bleibeverhandlungen für Professoren der Besoldungsgruppe C 4.